# Zygoballus concolor

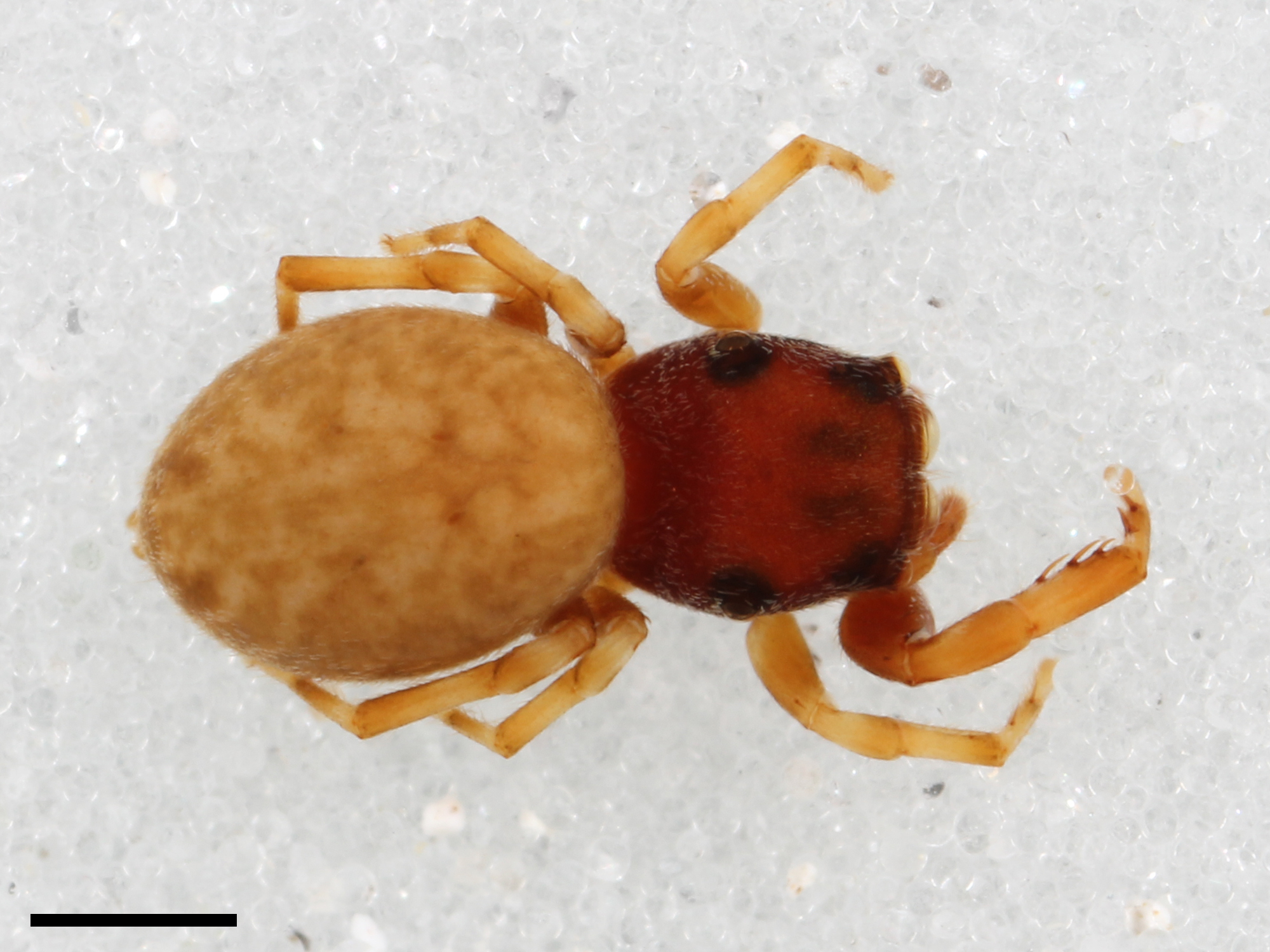
Самка

Zygoballus concolor  (лат.) — вид мелких пауков рода Zygoballus из семейства Salticidae. Северная Америка. Куба.
Вид Zygoballus concolor был впервые описан в 1940 году американским арахнологом Элизабет Брайант (Arthur M. Chickering, (1875—1953); США).